# Pascialato di Berat
Il Pascialato di Berat era un pascialato creato nell'odierna Albania centrale da Kurt Ahmed Pascià nel 1774 e sciolto dopo che l'alleato di Ahmet, Ibrahim Pasha di Berat, fu sconfitto da Ali Pascià nel 1809, incorporando così l'entità con il Pascialato di Giannina. Questo pascialato era uno dei tre creati dagli albanesi nel periodo dei pascialati albanesi.

## Creazione e governo di Ahmet Pascià
Il Pascialato di Berat fu creato dopo che Ahmet Kurt Pasha riuscì a complottare con la Sublime Porta contro Mehmed Pasha Bushati nel 1774. Per il suo servizio, il sultano gli diede territori nell'Albania centrale. Riuscì a controllare il suo pascialato fino alla sua morte nel 1787, inglobando territori di tutta l'Albania centrale, che confinavano a nord con il Pascialato di Scutari e a sud con il Pascialato di Giannina.
Il sanjakbey di Avlona fu anche pascià di Berat fino al 1809.

## Conquista di Ali Pascià
Dopo la morte di Ahmet Kurt Pasha, il territorio del pascialato fu governato da un suo stretto alleato, Ibrahim Pascià di Berat. Poiché questo territorio apparteneva all'Albania centrale, Ibrahim Pasha fu scosso da questa invasione. Ciò fece sì che Ali Pascià iniziasse una guerra con il Pascialato di Berat. Dopo alcune trattative infruttuose, Ibrahim Pasha inviò un corpo di truppe al comando di suo fratello Sephir, bey di Avlona. Contro questi, Ali convocò gli armatoli di Tessaglia; dopo che i villaggi furono bruciati, i contadini derubati e impiccati e le greggi portate via da entrambe le parti, fu raggiunto un accordo di pace. Ibrahim diede sua figlia in sposa a Mukhtar, il figlio maggiore di Ali, e il territorio conteso come sua dote. Poiché Sephir bey aveva mostrato qualità che avrebbero potuto rivelarsi temibili in seguito, Ali riuscì a farlo avvelenare da un medico; e, secondo il suo solito modo di fare, impiccò l'agente del delitto, affinché non ne rimanesse testimone. Ali Pascià aveva progetti per sconfiggere il Pascià di Berat, diventare visir dell'Epiro, combattere con il Sultano e prendere Costantinopoli. Nel 1808, Ali Pasha sconfisse Ibrahim Pasha, incorporando il suo territorio nel pascialato di Giannina.

## Economia
La popolazione locale e i commercianti non pagavano né il kharatj né qualsiasi altra tassa, tranne un contributo di trenta para a capo all'anno a Ibrahim Pascià di Berat, per la libertà di commerciare nei suoi porti. Il mais venica coltivato nella pianura adiacente alla riva settentrionale, dove i due torrenti, che abbracciavano la città, straripavano in inverno e preparavano la terra per il grano.

## Pascià
- Ahmet Kurt Pascià 1774-1787
- Ibrahim Pascià di Berat 1787-1809